# ASV Kleinottweiler
Der ASV Kleinottweiler ist ein deutscher Fußballverein mit Sitz im namens gebenden Ortsteil der Stadt Bexbach im saarländischen Saarpfalz-Kreis.

## Geschichte
Der Verein wurde im Jahr 1920 gegründet. Der Verein nannte sich zunächst Fußballklub Bavaria Kleinottweiler. Der erste Vorsitzende war Karl Hilpert. Im Jahr 1924 schloss man sich mit dem Radfahrverein zusammen und nannte sich fortan „Allgemeine Sportvereinigung“.
Den ersten großen Erfolg brachte die Saison 1964/65. Trotz schärfster Konkurrenz von Vereinen wie Heiligenwald, Illingen, Landsweiler, Limbach, Marpingen und Holz, konnte die ASV Kleinottweiler schon am fünften Spieltag die Tabellenspitze übernehmen und gab diese bis Saisonende nicht mehr ab. Mit 44:8 Punkten und 75:30 Toren war Kleinottweiler vier Punkte vor Heiligenwald Meister – der Aufstieg in die höchste saarländische Spielklasse war damit geschafft.
Vier Jahre lang war die ASV Mitglied der 1. Amateurliga Saar. 1966/67 erzielte der Verein mit seinem 6. Platz die bislang beste Platzierung in seiner Vereinsgeschichte. Bedingt durch den Abgang mehrerer Spieler erfolgte im Spieljahr 1968/69 der Abstieg in die 2. Amateurliga. Im ersten Jahr nach dem Abstieg wurde mit einem Punkt Rückstand auf die Amateure des FC Homburg die Vizemeisterschaft errungen und in der Saison 1970/71 der Wiederaufstieg in die 1. Amateurliga Saar erneut geschafft. Nach 2-jähriger Zugehörigkeit war jedoch aufgrund einer Überalterung der Mannschaft der erneute Abstieg nicht mehr abzuwenden.
Mit wechselndem Erfolg spielte der Verein in der 2. Amateurliga, ehe im Jahr 1979/80 souverän erneut die Meisterschaft errungen werden konnte.
Im Jahr 1982 war allerdings der Abstieg aus der höchsten saarländischen Klasse, mittlerweile Verbandsliga Saar genannt, nicht mehr zu verhindern.
In der Saison 2002/03 spielte die Mannschaft in der Landesliga Nordost. Nach der Saison 2005/06 stieg die Mannschaft dann allerdings bedingt durch den 16. und damit letzten Platz mit nur 7 Punkten am Ende der Saison in die Bezirksliga Ost ab. Dort konnte dann auch mit zwei Punkten Vorsprung auf den ersten Abstiegsplatz nur knapp die Klasse gehalten werden. Zur Saison 2012/13 durfte das Team dann wieder in der Landesliga Ost spielen. Dort platzierte man sich sogar am Ende der Saison auf dem zweiten Platz, womit die Mannschaft an einem Aufstiegsspiel zur Verbandsliga Nordost teilnehmen durfte. Dieses Spiel beim SV Wustweiler wurde jedoch mit 4:2 nach Elfmeterschießen verloren, womit die Mannschaft nicht aufsteigen durfte.
In der Saison 2019/20 stieg der Verein in die Bezirksliga ab, dort spielt der Verein bis heute.